# Правительственный кризис Великобритании (1940)
В мае 1940 года, во время Второй мировой войны, в британском военном кабинете произошел раскол по вопросу о том, обсуждать ли условия мира с Германией или продолжать военные действия. Мнение в пользу войны поддерживал премьер-министр Уинстон Черчилль, сторонников переговоров возглавлял министр иностранных дел лорд Галифакс. Разногласия достигли критической точки и грозили падением правительства Черчилля.
В это время британские экспедиционные силы оказались прижаты к морю в Дюнкерку, а падение Франции казалось неизбежным, поэтому Галифакс считал, что для того чтобы избежать катастрофы правительству следует изучить возможность мирного урегулирования. Он надеялся, что посредником в достижении соглашения может выступить Муссолини, все еще сохранявший нейтралитет. При обсуждении такого варианта на заседании Военного кабинета 27 мая, Черчилль выступил против и призвал продолжать борьбу без переговоров. В военном кабинете его поддержали два члена Лейбористской партии Клемент Эттли и Артур Гринвуд, а также государственный секретарь по вопросам авиации сэр Арчибальд Синклер. Самой большой проблемой Черчилля было то, что он не был лидером Консервативной партии и ему нужно было заручиться поддержкой бывшего премьер-министра Невилла Чемберлена, без которой его могло бы заставить уйти в отставку значительное консервативное большинство в Палате общин.
28 мая Черчилль созвал заседание своего кабинета из 25 членов, на котором его решимость продолжать борьбу была единогласно поддержана. После этого Галифакс принял отклонение своего предложения, хотя, возможно, на него повлияла потеря поддержки Чемберлена. Среди историков существует единое мнение, что поддержка Черчилля Чемберленом стала решающим поворотным моментом в войне.

## В кино
- Тёмные времена